# La Sexta noticias
La Sexta noticias es el programa informativo de la cadena española de televisión La Sexta.

## Historia

### Comienzos
Los informativos de La Sexta comenzaron su andadura el 11 de septiembre de 2006 con Helena Resano al frente del informativo del mediodía, por ser éste un día clave para la información, al conmemorarse el quinto aniversario del ataque masivo contra los Estados Unidos.

### Presentadoras
Desde el principio, su punto de diferenciación con los noticieros del resto de cadenas fueron sus presentadoras, todas mujeres: Helena Resano, Mamen Mendizábal, Cristina Villanueva y Cristina Saavedra.
Ellas compartían el hecho de ser jóvenes (tenían casi la misma edad) y provenir casi todas (menos Cristina Saavedra) de Televisión Española.

### Estilo
Los informativos de La Sexta se caracterizan por un estilo crítico y lenguaje "coloquial". Así, este informativo pivota sobre una línea editorial fuerte, generalmente progresista y de izquierdas.

### Espacios producidos por La Sexta noticias
Por otra parte, de La Sexta noticias cabe destacar la producción de los siguientes programas:
Al rojo vivo, Más vale tarde, La Sexta columna, La Sexta noche y La Sexta Xplica.

### Imagen
El 17 de diciembre de 2013 después de 7 años con el mismo plató y en las instalaciones de la Ciudad de la Imagen en Pozuelo de Alarcón (Madrid), la redacción de La Sexta noticias se trasladaba a la sede del Atresmedia en San Sebastián de los Reyes por motivo de la fusión de Grupo Antena 3 y Gestora de Inversiones Audiovisuales La Sexta.
Este traslado supuso la incorporación de un nuevo equipo técnico y nueva imagen: nuevo plató, cambio de cabecera y de gráficos aunque manteniendo su línea editorial, y por otro lado también se despidió a una treintena de técnicos de la productora Liquid Media.

### Audiencia
Desde su comienzo han ido sumando espectadores poco a poco, normalmente en la media de la audiencia de la cadena. Actualmente, están entre un 7% y un 11%, por delante de la media de la cadena y son los terceros informativos más vistos de una cadena privada en España.
El 1 de octubre de 2017, Noticias 1 presentado por Helena Resano, alcanzó su máximo histórico de audiencia 2.807.000 (24,6%) con motivo del Referéndum de independencia de Cataluña.
El 27 de octubre de 2014, Noticias 2 presentado por Cristina Saavedra, alcanzó su máximo histórico hasta aquel entonces 1.841.000 (13,6%).

### Ediciones

#### Noticias 1
Helena Resano presenta esta edición.
Comienza a las 14:35 y finaliza a las 15:10. La editora es Marta Rosell.

#### Noticias 2
Cristina Saavedra y Rodrigo Blazquéz presenta esta edición. Comienza a las 20:00 y finaliza a las 20:45. La edición corre a cargo de Chelo Ortega.
- 20:55-21:15: La Sexta Clave con Jokin Castellón .

#### Noticias fin de semana
Cristina Villanueva presenta las dos ediciones de fin de semana, de sobremesa (13:55-14:45) y noche (20:00-20:35/20:00-20:45). La edición la firma Brenda Martínez.

#### Meteo
Francisco Cacho y Joanna Ivars son los meteorólogos responsables del espacio dedicado a la previsión del tiempo en La Sexta.
De lunes a jueves, Francisco Cacho presenta las dos ediciones del tiempo a mediodía y por la noche y de viernes a domingo, Joanna Ivars presenta ambas ediciones. 

#### Deportes
Carlota Reig presenta la edición nocturna y María Martínez las cuatro ediciones de fin de semana.
No existe sección deportiva en la primera edición de los informativos, ya que el 1 de abril de 2013 fue sustituida por el programa deportivo Jugones.

#### Jugones
Josep Pedrerol presenta de lunes a viernes Jugones, en donde repasan toda la información deportiva, la opinión, la investigación y las imágenes más destacadas del deporte.
Además, el formato se complementa también con reportajes y entrevistas a los protagonistas.

## Listado de presentadores

### Noticias
- Helena Resano (2006-presente)[n 1]
- Mamen Mendizábal (2006-2012)[n 2]
- Cristina Saavedra (2012-2021; 2022-presente)[n 3]
- Cristina Villanueva (2006-2025)[n 4]
- Diana Mata (2012-2018)[n 5]
- Inés García Caballo (2013-presente)[n 6]
- Sarai Pérez (2013-2015)[n 7]
- Ana Cuesta (2014-presente)[n 8]
- Glòria Mena (2018-¿?)[n 9]
- Marina Valdés (2019-presente)[n 10]
- Beatriz Zamorano (2020-presente)[n 11]
- Fran López Galán (2024- presente) [n 12]
- Rodrigo Blázquez(2023- presente)[n 13]

### Deportes
- Antonio Esteva (2006-2013)[n 14]
- Óscar Rincón (2006-presente)[n 15]
- Carlota Reig (2006-presente)[n 16]
- María Martínez (2006-presente)[n 17]
- Sandra Sabatés (2007-2011)[n 18]
- Sara Carbonero (2008-2009)[n 19]
- Guillermo Moreno (2009-presente)[n 20]
- Marta Diezhandino (2010-presente)[n 21]
- Lara Álvarez (2010-2011; 2013-2014) [n 22]
- Javier Gómez Muñoz (2010-2015)[n 23]
- Susana Guasch (2010-2015; 2016-2018)[n 24]
- Josep Pedrerol (2013-presente)[n 25]
- José Luis Sánchez (2013-2015)[n 26]

### Meteo y Estación laSexta
- Javier Gómez Santander (2007-2011)
- Marc Redondo Fusté (2007-2014; 2018)[n 27]
- Miriam Santamaría (2008-2012)[n 28]
- Lluís Obiols (2010-2018)[5]
- Adrián Cordero (2013-2021)[n 29]
- Isabel Zubiaurre (2015-2017; 2018-2023) [n 30]
- Alberto Herrera (2018)[n 31]
- Joanna Ivars (2018-presente)[n 32]
- Francisco Cacho (2021-presente)[n 33]
- Marta Barbolla (2023-presente)
- Álvaro Navarro (2024-presente)[n 34]
- Belén Sàmper(2024- presente) [n 35]

## Equipo

### La Sexta noticias 14:00
- Noticias: Helena Resano
- Jugones: Josep Pedrerol
- Meteo: Francisco Cacho
- Suplentes: Ana Cuesta, Guillermo Moreno y Joanna Ivars

### La Sexta noticias 20:00
- Noticias: Rodrigo Blázquez y Cristina Saavedra
- Deportes: Carlota Reig
- Meteo: Joanna Ivars
- Suplentes: Inés García Caballo, Ana Cuesta,Bea Zamorano, Óscar Rincón y Francisco Cacho

### La Sexta noticias Fin de semana 14:00 y 20:00
- Noticias:
- Deportes: María Martínez y Óscar Rincón
- Meteo: Álvaro Navarro
- Suplentes: Beatriz Zamorano y Marta Diezhandino

### Delegaciones y corresponsalías
- Fuera de España:
  - Bruselas: Alberto Fernández
  - París: Leticia Fuentes
  - Londres: Alberto Muñoz
  - Roma: Ángeles Conde
  - Nueva York: Cristina Rodríguez
  - Lisboa: Enrique Oltra
  - Río de Janeiro: Ana Peralta

Cuando se celebraron las elecciones presidenciales de Estados Unidos de 2012 y el cónclave del papa Francisco en marzo de 2013, Helena Resano se trasladó a Estados Unidos y a Roma respectivamente, para cubrir toda la información.
Durante la revolución egipcia de 2011, la cadena tuvo como colaborador en El Cairo al freelance Sal Emergui.
A principios del conflicto entre Ucrania y Rusia por Crimea, Alberto Sicilia estuvo en Ucrania.
En mayo de 2014, Helena Resano se desplazó hasta Bruselas con motivo de las Elecciones al Parlamento Europeo de 2014.
En diciembre de 2014, con motivo del restablecimiento de las relaciones diplomáticas entre Cuba y Estados Unidos, Diana Mata se desplazó hasta Cuba.
En enero de 2015, Nuria Zamora fue la enviada especial en París.
Daniel Puchol fue corresponsal en París desde 2009 hasta 2020.
En noviembre de 2016 con motivo de las elecciones presidenciales de Estados Unidos, Ana Pastor, Luis Sanabria y Helena Resano estuvieron en Washington.
- En España, Atresmedia tiene 6 delegaciones: Andalucía, Canarias, Cataluña, Comunidad Valenciana, Galicia y País Vasco.

## Reconocimientos

### TP de Oro
| Año  | Categoría                          | Otorgado a       | Resultado |
| ---- | ---------------------------------- | ---------------- | --------- |
| 2006 | Mejor presentadora de informativos | Mamen Mendizábal | Nominada  |
| 2008 | Mejor presentadora de informativos | Mamen Mendizábal | Nominada  |

### Antena de Oro
| Año  | Categoría  | Otorgado a        | Resultado |
| ---- | ---------- | ----------------- | --------- |
| 2009 | Televisión | Helena Resano     | Ganadora  |
| 2016 | Televisión | Cristina Saavedra | Ganadora  |
| 2017 | Televisión | Helena Resano     | Ganadora  |

### Premios Iris
| Año  | Categoría                          | Otorgado a        | Resultado |
| ---- | ---------------------------------- | ----------------- | --------- |
| 2012 | Mejor Informativo                  | Mejor Informativo | Ganador   |
| 2017 | Mejor presentadora de informativos | Helena Resano     | Nominada  |
| 2019 | Mejor presentadora de informativos | Helena Resano     | Nominada  |